# Aubigny-la-Ronce
Aubigny-la-Ronce – miejscowość i gmina we Francji, w regionie Burgundia-Franche-Comté, w departamencie Côte-d’Or.
Według danych na rok 1990 gminę zamieszkiwało 130 osób, a gęstość zaludnienia wynosiła 11 osób/km² (wśród 2044 gmin Burgundii Aubigny-la-Ronce plasuje się na 780. miejscu pod względem liczby ludności, natomiast pod względem powierzchni na miejscu 811.).